# Amtsgericht Lychen
Das Amtsgericht Lychen war ein preußisches Amtsgericht mit Sitz in Lychen, Provinz Brandenburg.

## Geschichte
Seit 1849 bestanden in Preußen Kreisgerichte. Das Kreisgericht Templin war dem Kammergericht nachgeordnet. In Lychen bestand eine Zweigstelle (Gerichtskommission) des Kreisgerichts Templin. Im Rahmen der Reichsjustizgesetze wurden diese Gerichte 1879 aufgehoben. Das königlich preußische Amtsgericht Lychen wurde mit Wirkung zum 1. Oktober 1879 als eines von zwölf Amtsgerichten im Bezirk des Landgerichtes Prenzlau im Bezirk des Kammergerichtes gebildet. Der Sitz des Gerichts war die Stadt Lychen. Sein Gerichtsbezirk umfasste aus dem Landkreis Templin den Stadtbezirk Lychen und die Amtsbezirke Himmelpfort-Ost, Himmelpfort-West und Lychen, ein Teil des Amtsbezirks Boitzenburg und der Gemeindebezirk Densow sowie der Gemeindebezirk und Gutsbezirk Annenwalde aus dem Amtsbezirk Annenwalde. Am Gericht bestand 1880 eine Richterstelle. Das Amtsgericht war damit ein kleines Amtsgericht im Landgerichtsbezirk.
Im Jahre 1945 wurde das Amtsgericht Lychen den Landgericht Eberswalde zugeordnet. Zum 1. Juli 1951 wurde es zu einer Zweigstelle des Amtsgerichts Templin herabgestuft. In der DDR wurden 1952 die Amtsgerichte und damit auch das Amtsgericht Templin mit seiner Zweigstelle in Lychen aufgehoben und Kreisgerichte, darunter das Kreisgericht Templin für den Kreis Templin gebildet. Das Amtsgericht Lychen blieb aufgehoben und wurde auch nach dem Zusammenbruch der DDR nicht mehr eröffnet.